# Lanzenbach (Weißach)
Der Lanzenbach ist ein linker und etwa siebeneinhalb Kilometer langer Nebenfluss der Weißach im bayerischen Landkreis Oberallgäu. 

## Geographie

### Verlauf

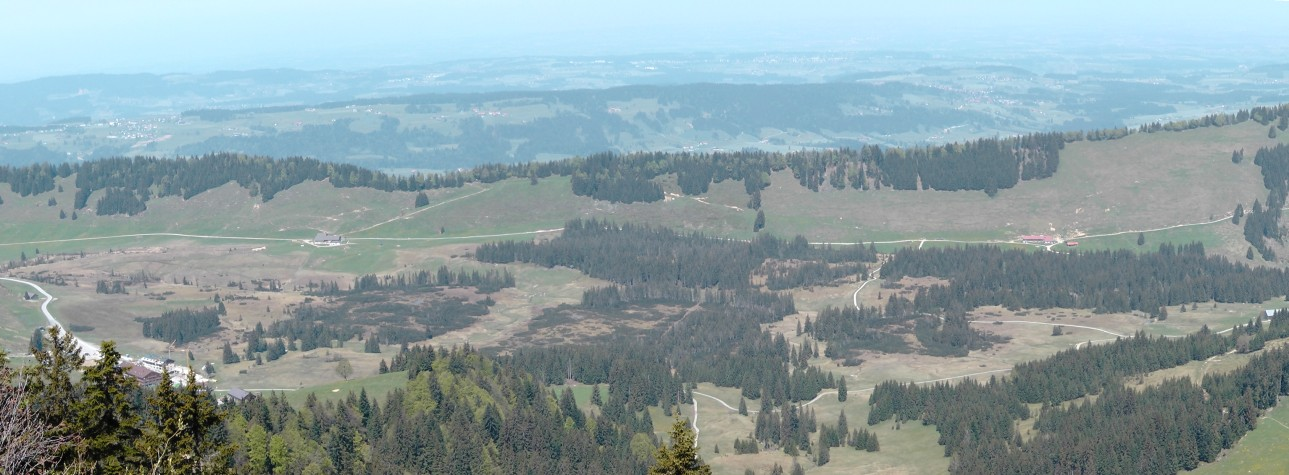
Diese Hochebene zwischen den Nagelfluhketten (Kojen-Schichtkamm und Hochgratkette) wird vom Lanzenbach entwässert und kann als sein Ursprungsgebiet angesehen werden.

Der Lanzenbach entspringt westlich vom Hohen Häderich auf einer Höhe von etwa 1400 m ü. NHN in der Nähe der Gschlötter-Alm. Er entwässert die unter Naturschutz stehenden Hochmoore Kojen-Moos und Häderichmoore. Das Flussufer umgeben kleine Wälder und Weiden. Zwischen dem Spitzlerberg und dem Imberg südöstlich von Steibis mündet er auf einer Höhe von etwa 850 m ü. NHN von links in die Weißach.
Der etwa 7,58 Kilometer lange Lauf des Lanzenbachs endet ungefähr 550 Höhenmeter unterhalb des Ursprungs seiner Quelle, er hat somit ein mittleres Sohlgefälle von etwa 79 ‰.

### Einzugsgebiet
Das 14,59 km² große Einzugsgebiet des Lanzenbachs liegt in den Allgäuer Alpen und wird durch ihn über die Weißach, die Bregenzer Ach und den Rhein zur Nordsee entwässert.
Es grenzt
- im Osten an das Einzugsgebiet des Horbachs, der in die Weißach mündet;
- im Süden an das des Leckenbachs, der über die Bolgenach in die Weißach  entwässert;
- im Westen an das der Bolgenach und
- im Norden an das der  Weißach.

Die höchste Erhebung ist der Seelekopf mit einer Höhe von 1663 m ü. NHN im Südosten des Einzugsgebiets.

### Zuflüsse
- Häderichbächle (rechts)
- Hörmoosbach (rechts)

## Sägewerk

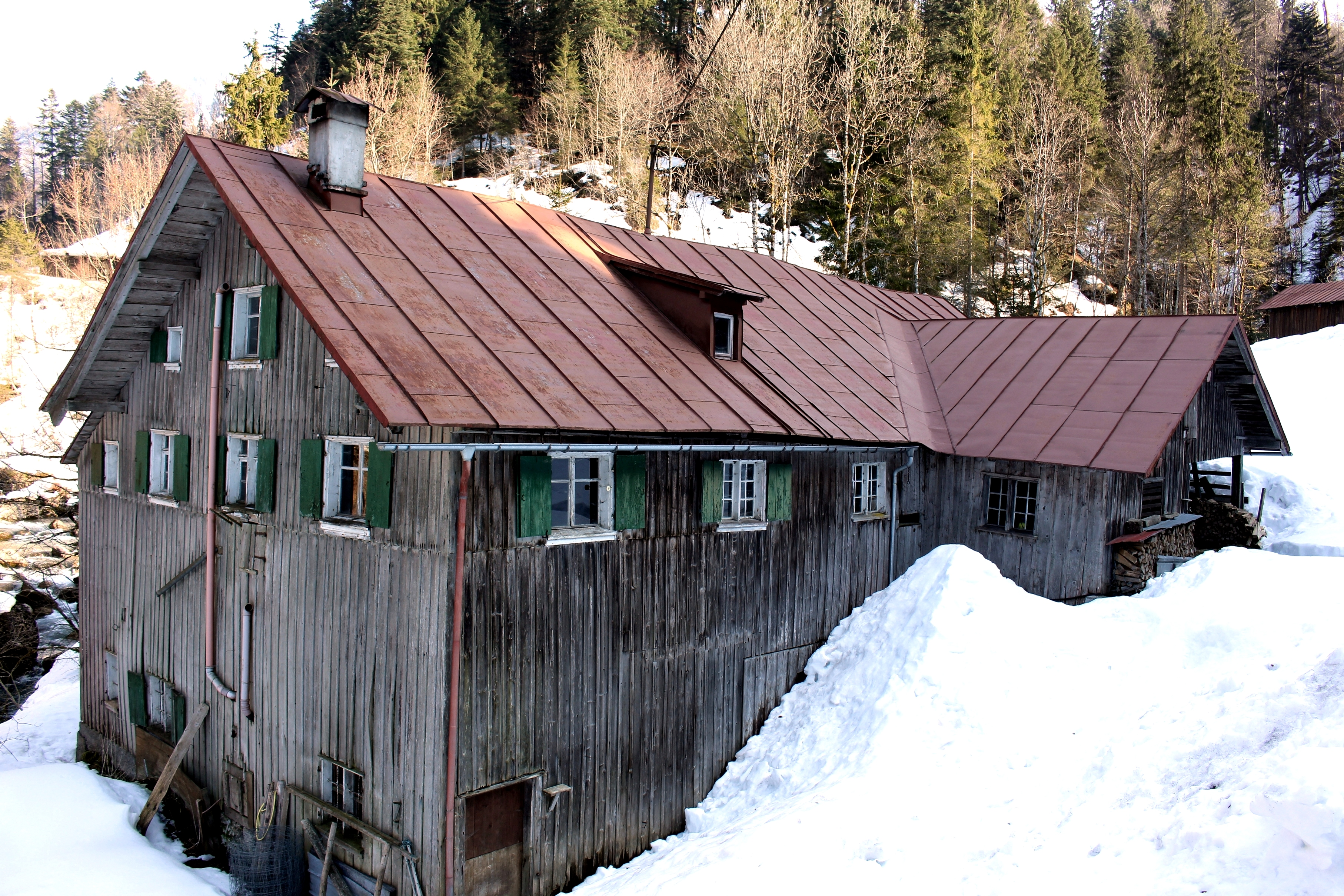
Das ehemalige Sägewerk am Lanzenbach.

Bis in der Mitte des 20. Jahrhunderts trieb der Lanzenbach ein Sägewerk nahe der Mündung in die Weißach an. In ihm wurden die Holzernten der üppigen Wälder der umgebenden Bergketten und der Täler dazwischen vorverarbeitet. 
Somit trug es nicht unerheblich zur wirtschaftlichen Leistungsfähigkeit der damaligen Gemeinde Aach bei. Moderne Holzverarbeitungstechniken und der Ausbau der Verkehrswege machen den Betrieb des Werkes in unserer Zeit unrentabel.